# Association Sportive de Magenta
A Association Sportive Magenta é um clube de futebol de Nouméa, Nova Caledónia.

## Títulos
- Super Ligue: 2002–03, 2003–04, 2004–05, 2007–08, 2008–09, 2009, 2012, 2014, 2015, 2016,2018, 2023 : 12 Títulos
- Coupe de Calédonie: 1969, 1970, 1971, 1972, 1975, 1996, 2000, 2001, 2002, 2003, 2004, 2005, 2010, 2014, 2018: 15 Titulos
- Coupe T.O.M. (Territoires d'Outre-Mer): 2003 e 2005: 2 Titulos

## Performance nas competições da OFC
- Liga dos Campeões da OFC: 2019: Vice-campeão
- Liga dos Campeões da OFC: 2011: 3° no Grupo B
- Liga dos Campeões da OFC: 2010: 3° no Grupo A
- Copa dos Campeões da Oceania: 2006: 4° no Grupo B
- Copa dos Campeões da Oceania: 2004–05: Vice-campeão

## Elenco
Elenco selecionado para a Liga dos Campeões da OFC de 2020.